# Aleja Gviazd Sportu
Aleja Gwiazd Sportu, česky Alej sportovních hvězd, se nachází ve čtvrti Hallerowo města Władysławowo na pobřeží Baltského moře v okrese Puck v Pomořském vojvodství v severním Polsku.

## Další informace
Aleja Gwiazd Sportu je místem tradice ocenění významných polských a zahraničních sportovců. Skládá se z kovových plaket umístěných na chodníku. Byla založena v roce 2000 jako první v Polsku. Každý rok se rozrůstá o další odlité bronzové hvězdy se jmény sportovců. Tradičně, po slavnostním obřadu odhalení nových hvězd se jmény sportovců, ocenění sportovci obdrží také vlastní pamětní hvězdu a následně vysadí pamětní stromy. Alej je doplněna také dalšími uměleckými díly. Místo je celoročně volně přístupné.

## Galerie

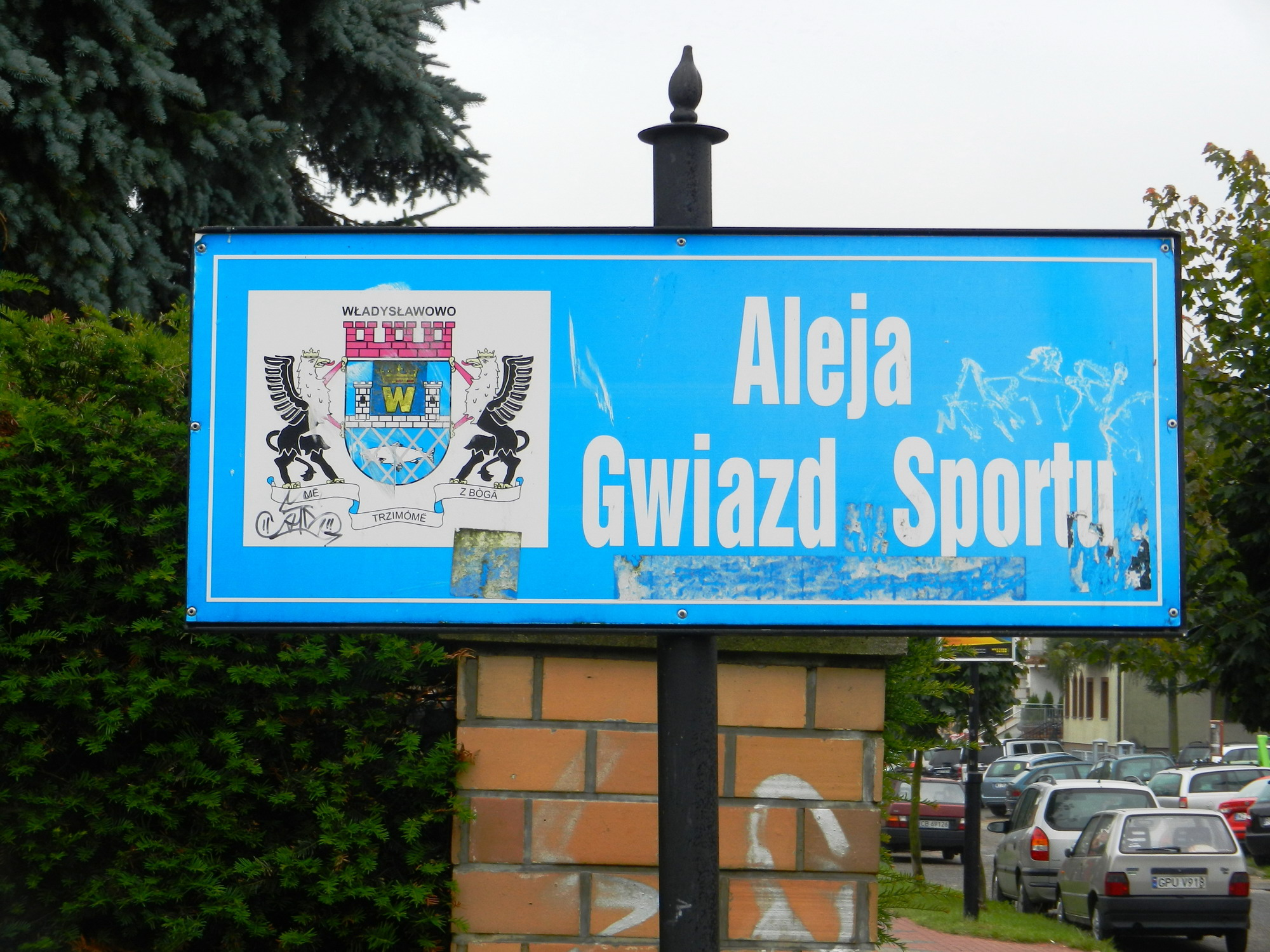
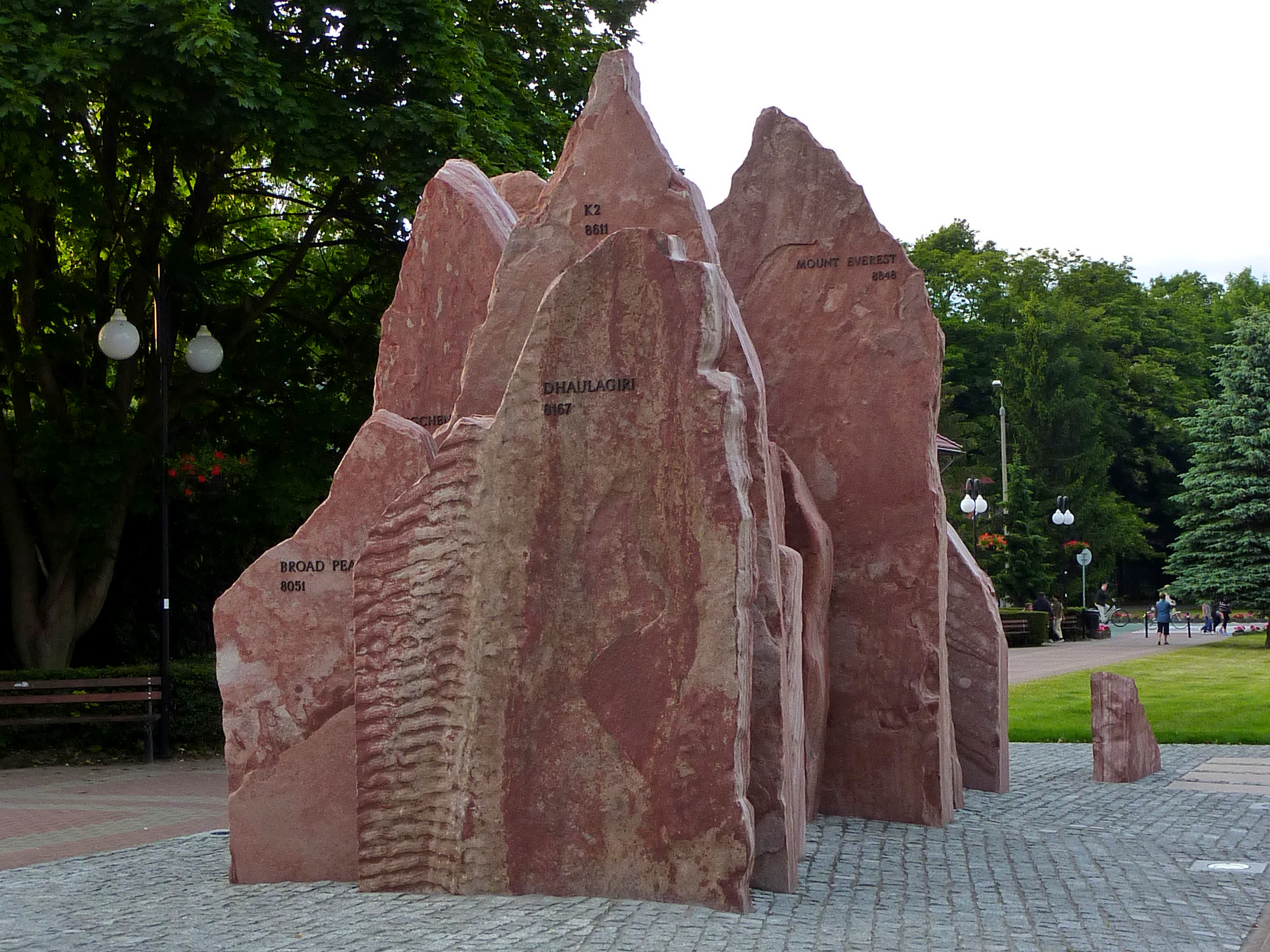
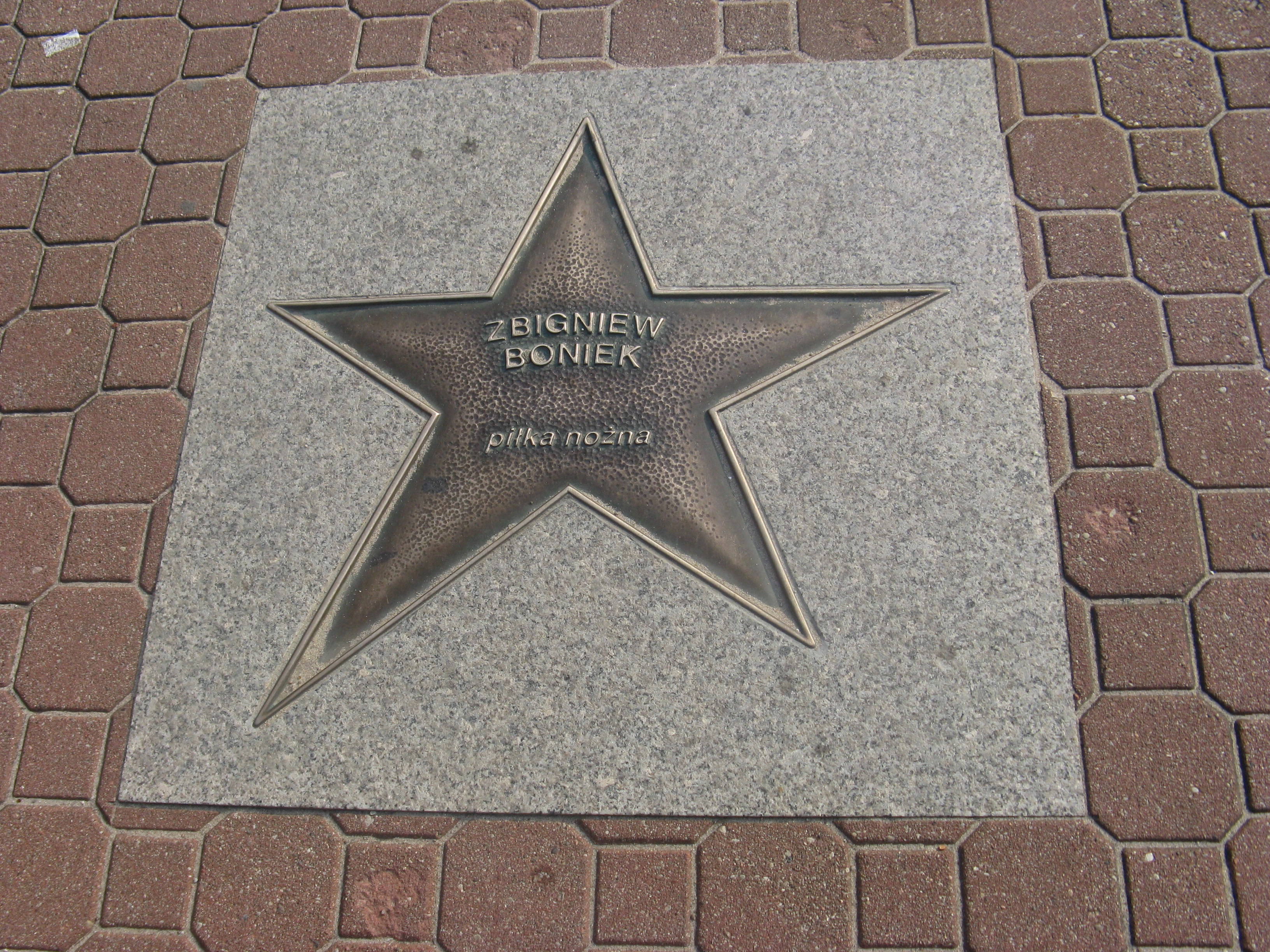